# Westermannia cuprea
Westermannia cuprea är en fjärilsart som beskrevs av George Francis Hampson 1905. Westermannia cuprea ingår i släktet Westermannia och familjen trågspinnare. Inga underarter finns listade i Catalogue of Life.